# 斯塔基 (喬治亞州)
斯特基（英語：Stuckey）是位於美國喬治亞州惠勒縣的一個非建制地區。該地的面積和人口皆未知。

## 地理
斯特基的座標為32°10′16″N 82°42′36″W / 32.17111°N 82.71000°W，而該地的平均海拔高度為76米（即249英尺）。